# Амазилія каштановочерева
Амази́лія каштановочерева (Saucerottia castaneiventris) — вид серпокрильцеподібних птахів родини колібрієвих (Trochilidae). Ендемік Колумбії. Раніше цей вид відносили до роду Амазилія (Amazilia), однак за результатами низки молекулярно-філогенетичних досліджень вид був переведений до роду Амазилія-берил (Saucerottia).

## Опис
Довжина птаха становить 8,4—9 см. Верхня частина тіла бронзово-зелена, надхвістя сірувато-охристе. Горло і верхня частина грудей блискучо-золотисто-зелені, гузка каштанова. Крила пурпурово-коричневі з чорнуватими краями, нижня сторона крил темно-коричнева. Стернові пера мають зеленуваті краї. Дзьоб прямий, середнього розміру, чорний, знизу біля основи тілесно-червоний. У самиць нижня частина тіла світла, на горлі біла смуга. У молодих птахів пера на потилиці і надхвісті мають рудуваті краї.

## Поширення і екологія
Каштановочереві амазилії мешкають у гірському масиві Серранія-де-Сан-Лукас, а також в посушливих районах долини річки Магдалена. Вони живуть у каньйонах, порослих чагарниками, і на узліссях вологих гірських тропічних лісів, на висоті від 850 до 1500 м над рівнем моря, іноді на висоті до 2200 м над рівнем моря. Живляться нектаром квітів, зокрема з родів Salvia і Trichanthera, а також комахами.

## Збереження
МСОП класифікує стан збереження цього виду як близький до загрозливого. За оцінками дослідників, популяція каштановочеревих амазилій становить від 10 до 20 тисяч дорослих птахів. Їм загрожує знищення природного середовища.